# Manticao
Manticao est une localité de la province du Misamis oriental, aux Philippines. En 2015, elle compte 28 422 habitants.